# Bundesratswahl 1982
Die Bundesratswahl 1982 fand am 8. Dezember 1982 statt. Sie wurde nötig, weil die beiden Bundesräte Hans Hürlimann (CVP) und Fritz Honegger (FDP) ihren Rücktritt erklärt hatten.

## Ausgangslage

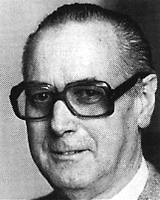
Hans Hürlimann, zurückgetretener Bundesrat

Hans Hürlimann wurde am 5. Dezember 1973 als Nachfolger von Roger Bonvin in den Bundesrat gewählt. Er stand dem Eidgenössischen Departement des Innern (EDI) vor. Am 25. August 1982 erklärte er seinen Rücktritt per Ende Jahr.
Fritz Honegger wurde am 7. Dezember 1977 als Nachfolger Ernst Bruggers in den Bundesrat gewählt. Er stand während seiner Amtszeit dem Volkswirtschaftsdepartement vor. Auf den 31. Dezember 1982 trat er zurück.

## Kandidatenkür

### Nachfolge von Hans Hürlimann (CVP)
Für Hürlimanns Nachfolge bewarben sich in der CVP neben dem schliesslich gewählten Luzerner Ständerat Alphons Egli die Ständeräte Julius Binder (Aargau) und Franz Muheim (Uri) und die beiden Staatsräte und ehemaligen Nationalräte Guy Fontanet (Genf) und Hans Wyer (Wallis). Bei der Kandidatenkür der CVP-Fraktion setzte sich Egli im fünften Wahlgang mit 34 zu 23 Stimmen gegen Wyer durch. Eglis Kandidatur wurde von vielen zeitgenössischen Beobachtern zurückhaltend aufgenommen. Seine Kantonalpartei sah allerdings mit Begeisterung die Chance, dem Kanton Luzern nach 70 Jahren Abwesenheit wieder einen Sitz im Bundesrat zu verschaffen. Egli galt als intelligent, aber auch als konservativ und rechts – dies im Gegensatz zu den eher christlichsozialen Kandidaten Binder und Wyer.

### Nachfolge von Fritz Honegger (FDP)

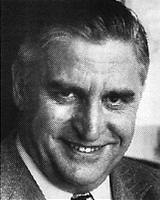
Fritz Honegger, zurückgetretener Bundesrat

Der Zürcher Freisinn war seit der Gründung des Bundesstaates fast ununterbrochen im Bundesrat vertreten. Zur Verteidigung dieses Anspruchs kamen für die Zürcher FDP der Unternehmer Ulrich Bremi und der Anwalt und Vizepräsident der FDP-Fraktion in der Bundesversammlung, Rudolf Friedrich, infrage. Friedrich konnte sich in der Zürcher FDP gegen Bremi durchsetzen. Andere Kantonalparteien nominierten ebenfalls einflussreiche Persönlichkeiten. Die FDP Bern trat mit Jean-Pierre Bonny an, dem Direktor des Bundesamts für Industrie, Gewerbe und Arbeit (BIGA). Aus dem Aargau kandidierte der Nationalrat und ehemalige Regierungsrat Bruno Hunziker, aus dem Tessin Ständerat Luigi Generali und aus Basel Paul Wyss, Nationalrat und Direktor der Basler Handelskammer. In der Bundeshausfraktion gestaltete sich die Entscheidungsfindung schwierig. Von den Medien wurde Friedrich eher kritisch beurteilt. Er galt zudem als «Kalter Krieger».

## Wahl
Da sowohl Egli wie auch Friedrich als konservativ und rechts galten, befürchteten manche Beobachter einen Rechtsrutsch. Die SP unterstützte keinen der beiden Kandidaten und beschloss Stimmfreigabe. FDP, CVP, SVP und LPS unterstützten hingegen die Kandidaten der Fraktionen. Am Wahltag sorgte der Zürcher POCH-Nationalrat Andreas Herczog für Aufsehen, der im Namen der PdA/PSA/POCH-Fraktion Stellung gegen beide Kandidaten bezog.
Trotz der Kritik im Vorfeld wurde Egli bereits im ersten Wahlgang gewählt, wenn auch ohne die Stimmen der Linken. Auch Friedrich erreichte das absolute Mehr bereits im ersten Wahlgang. Egli übernahm nach seiner Wahl vom abtretenden Hürlimann das EDI. Friedrich übernahm von Kurt Furgler das Eidgenössische Justiz- und Polizeidepartement (EJPD).

### Detailergebnisse der Ersatzwahl von Hans Hürlimann

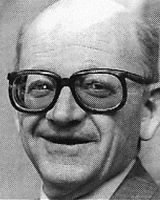
Alphons Egli, neu gewählter Bundesrat

|                                                 | 1. Wahlgang |
| ----------------------------------------------- | ----------- |
| ausgeteilte Wahlzettel                          | 245         |
| eingegangene Wahlzettel                         | 245         |
| leer/ungültig                                   | 1/0         |
| gültig Total                                    | 244         |
| absolutes Mehr                                  | 123         |
| Alphons Egli                                    | 125         |
| Julius Binder (CVP)                             | 60          |
| Hans Wyer (CVP)                                 | 31          |
| Verschiedene (darunter auch Guy Fontanet (CVP)) | 28          |

### Detailergebnisse der Ersatzwahl von Fritz Honegger

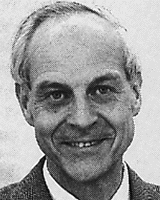
Rudolf Friedrich, neu gewählter Bundesrat

|                         | 1. Wahlgang |
| ----------------------- | ----------- |
| ausgeteilte Wahlzettel  | 245         |
| eingegangene Wahlzettel | 245         |
| leer/ungültig           | 0/0         |
| gültig Total            | 245         |
| absolutes Mehr          | 123         |
| Rudolf Friedrich        | 130         |
| Jean-Pierre Bonny (FDP) | 47          |
| Luigi Generali (FDP)    | 36          |
| Paul Wyss (FDP)         | 15          |
| Verschiedene            | 17          |